# 라이프타임 액티버티스 센터
라이프타임 액티버티스 센터(영어: Lifetime Activities Center)는 미국 유타주 테일러스빌에 위치한 실내 경기장이다. G 리그 솔트레이크시티 스타스의 홈경기장으로 사용했다. 